# Централна Азия - Център (газопровод)
Главната газопроводна система в „Централна Азия – Център“ (Central Asia – Center; CAC) се контролира от Газпром.
Газопроводът започва от Туркменистан, минава през Узбекистан и Казакстан и стига до Русия. Източният клон включва газопроводи 1, 2, 3, 4 и 5 на САС, които водят началото си от североизточните газови залежи на Туркменистан. Западният клон на газопроводната система включва CAC-3, както и от проект за създаването на паралелен Прикаспийски газопровод. Той започва от каспийското крайбрежие на Туркменистан и продължава на север. Разклоненията се съединяват в западен Казакстан. От там тръбите продължават отново на север, където се съединяват с Руската газопроводна система.
Природният газ, доставен през Централна Азия – Център (САС) газопроводната система е ключов елемент при оформянето на цялостната база ресурси на Газпром, която отговаря на търсенето на газ на вътрешния пазар, в страните от ОНД и Европа.

## История
Системата е построена между 1960 и 1980 година. Строителните работи започват с откриването на залежите в Дзхаркак, Узбекистан, а първата част от газопровода е завършена през 1960 година. Още след приключването на първата фаза, CAC става най-дългият газопровод в света, простиращ се на близо 3000 километра. CAC-1 and 2 са поставени през 1969, а CAC-4 през 1973. През 1976 година са поставени двете паралелни линии, които се намират между компресорната станция в Шатлик и Хива. CAC-5 е поставен през 1985, а в периода 1986 – 88 е изградена връзката с Даултабад-Хива. Западното разклонение (CAC-3) е завършено в периода 1972 – 1975.
През 2003 година, последния президент на Туркменистан Сапармурад Ниязов предлага да се поднови същестуващата система и да се построи нова паралелна линия за западния пазар. На 12 май 2007 година, руският президент Владимир Путин, Нурсултан Назарбаев (Казакстан) и Курбангули Бердимухамедов (Туркменистан) подписват меморандум за подновяването и разширяването на западния канал на газопровода.
На 20 декември 2007 година Русия, Туркменистан и Казакстан финализират преговорите за изграждането на Прикаспийски газопровод, който е паралелен на вече съществуващия CAC-3 газопровод.

## Технически характеристики
Почти всичкия природен газ от Узбекистан и Туркменистан е доставян чрез системата от газопроводи САС, основно през източния ръкав заради местоположението на производствените мощности и лошите тенически условия на западния ръкав. Газопроводите САС-1,2,4 и 5 доставят газ от находища в югоизточен Туркменистан, основно от Даултабад. Източният ръкав започва от Даултабад и продължава през газовото находище в Шатлик, източно от Тежен и чак до Хива, Узбекистан.
Оттам газопроводната система пренася газа на северозапад през Аму Даря до Кунградската компресионна станция в Узбекистан. От Кунград по-голямата част от газа се пренася през Казахстан към измервателната станция Александров Гай в Русия. Там, газопровода САС се събира с газопроводите Съюз и Оренбург-Новопсков. От измервателната станция две тръби тръгват в северозападна посока към Москва, а други две продължават през река Волга към Северно-кавказко-московската предавателна система. Диаметърът на повечето газопроводи варира между 1020 и 1420 милиметра. За първи път в историята на газовата индустрия при поставянето на газопроводите от САС са използвани 1200 до 1, 400 милиметрови тръби.
Сегашният капацитет на системата е 44 милиарда кубични метра на година. Сключено е споразумение да се увеличи капацитета на 55 милиарда кубични метра на година до 2010 и чрез модернизиране системата има потенциал да достигне 90 млрд. куб.м.
Западната страна води началото си от Окарем близо до Туркменистано-иранската граница. Снабдавя се с газ от разпокъсани залежи по бреговете на Каспийско море между Окарем и Балкнабад. Продължава през Узен в Казакстан до Бейнейската компресорна станция, където се съединява със западната част от САС.

## Текущо състояние
Русия, Туркменистан, Узбекистан и Казахстан са влезли в редица споразумения, регулиращи закупуването и транзита на природен газ през Русия.
Поради намаляване на капацитета на САС след много години на работа, Газпром заедно с компании от Узбекистан и Казахстан работят в посока разширяване на капацитета CAC и осигуряване на надеждност.
За да подкрепи и задълбочаване на взаимноизгодно сътрудничество между Русия, Казахстан и Туркменистан в газовата промишленост, ръководителите на държавите подписаха през 2007 г. Съвместна декларация за изграждането на Прикаспийски газопровод. Прикаспийския газопровод ще бъде с дължина от около 1700 km, от които над 500 км ще минават през Туркменистан и около 1200 км – през Казахстан.